# Девушка из стали
«Девушка из стали» (кит. 荒江女俠, англ. Lady of Steel) — гонконгский фильм режиссёра Хэ Мэнхуа, вышедший в 1970 году.

## Сюжет
Семья Фан убита двумя людьми. Одну из девочек, Фан Инци, спас и вырастил друг семьи. Спустя двадцать лет друг семьи рассказывает девушке о гибели её родни. На пути мести госпожа Фан встречает Короля нищих Цинь Шанъи, и вместе с кланом нищих они расправляются с убийцами семьи девушки.

## В ролях
| Актёр         | Роль                     |
| ------------- | ------------------------ |
| Чжэн Пэйпэй   | Фан Инци                 |
| Юэ Хуа        | Цинь Шанъи, Король нищих |
| Хуан Цзунсюнь | Хань Шисюн / Цай И       |
| Фан Мянь      | Ся Цзылун                |
| Гу Вэньцзун   | Сюань Чжэнь              |
| Ли Юньчжун    | Вэй Тунмин               |
| Лэй Пханфэй   | У Чаншэн                 |
| Чжао Сюн      | спаситель Инци           |
| Дун Ли        | Фан Нин                  |
| Ло Хань       | Фэй Тун                  |
| Хэ Юньтай     | Янь Цзицзян              |
| Лю Ган        | человек Ся Цзылуна       |
| Сюй Цзинь     | боец У Чаншэна           |
| Цзе Юань      | боец У Чаншэна           |
| Сяо Линье     | боец У Чаншэна           |
| Цзян Лун      | боец У Чаншэна           |
| Джеки Чан     | нищий ребенок            |

## Реакция
Отклики кинокритиков на фильм варьируются, в основном, от негативных до нейтральных. Уилл Коуф с Silver Emulsion Reviews пишет, что фильм «шаблонный, банальный и без особого выделения его среди большого количества фильмов про месть фехтовальщиков». Борис Хохлов, представляющий русскоязычный сайт про китайское кино, HKCinema.ru, отзывается о картине чуть более позитивно, заявляя, что «это крепкий проект, но исполнен он, тем не менее, довольно механистично».